# 5559 Beategordon
5559 Beategordon eller 1990 MV är en asteroid i huvudbältet som upptäcktes den 27 juni 1990 av den amerikanska astronomen Eleanor F. Helin vid Palomarobservatoriet. Den är uppkallad efter Beate Sirota Gordon.
Asteroiden har en diameter på ungefär 8 kilometer.